# ستيفن دوفي
ستيفن دوفي (بالإنجليزية: Stephen Duffy)‏ هو عازف قيثارة ومغني وكاتب أغاني بريطاني، ولد في 30 مايو 1960 في برمنغهام في المملكة المتحدة.

## وصلات خارجية
- ستيفن دوفي على موقع ميوزك برينز (الإنجليزية)
- ستيفن دوفي على موقع ميوزك برينز (الإنجليزية)
- ستيفن دوفي على موقع أول ميوزيك (الإنجليزية)
- ستيفن دوفي على موقع ديسكوغز (الإنجليزية)